# Sant Antoni (Eixample)
Sant Antoni é um bairro na cidade de Barcelona do distrito de l'Eixample. Está limitado pela Gran Via de les Corts Catalanes (em seu tramo compreendido desde a Plaza de Espanya até a Plaza de la Universitat), Ronda de Sant Antoni, Ronda de Sant Pau e o Paral•lel (até a praça da Espanha). Sua população era de 37.878 habitantes no ano 2005.
O centro neurológico do bairro o constitui o mercado de Sant Antoni, que ocupa a quadra delimitada por as ruas Comte Borrell, Manso, Comte d'Urgell e Tamarit. Foi construído a finais do século XIX e é muito popular devido a sua feira semanal de livros velhos e material de colecionador que se celebra cada domingo pela manhã. Os comércios da Ronda de Sant Antoni e das ruas Sepúlveda e Floridablanca inclui um grande número de estabelecimentos de venda de material informático.
A Avenida Mistral, que a partir de 1995 se converteu em um espaço exclusivo para viandantes, é a artéria mais viva e dinâmica do bairro. Existem nela dois cinemas: o "Renoir Floridablanca" (com sete salas especializadas em filmes de autor e em versão original) e o "Cinema Urgell" (o de maior movimento de Barcelona).
O bairro conta também com el grande Centro de Atenção Primária Manso, dirigido pelo Institut Català de la Salut (ICS) e situado na confluência das ruas Manso e Calàbria, o qual proporciona cobertura assistencial médica a todo o bairro e também para a população dos bairros vizinhos do El Raval e da Esquerra de l'Eixample.
Pelo que faz referência para o ensino, dispõe de dois centros educativos concertados: o “Col.legi Salesià Sant Josep” (Rocafort-Floridablanca) e o “Maria Auxiliadora” (Calàbria-Sepúlveda).
A associação de vizinhos do bairro tem sua sede na Avenida Mistral, 30, entre Calàbria e Rocafort.